# Jacob Gillberg
Jacob Gillberg, né le 26 mai 1724 dans le Värmland et mort le 15 octobre 1793 à Stockholm, est un peintre, dessinateur et graveur suédois. 

## Biographie
Jacob Gillberg naît le 26 mai 1724 dans le Värmland.
Il grave plusieurs portraits de personnalités suédoises avant de se rendre à Paris, où il reproduit plusieurs têtes d'après Raphaël et collabore avec Demarteau à plusieurs paysages.
En 1792, il est nommé maître de dessin à la Krigs-akademi (Académie de guerre). Son fils Jacob Axel Gillberg (en) (1769-1845) est un peintre de miniatures.
Jacob Gillberg meurt le 15 octobre 1793 à Stockholm.